# جواد آشتیانی
دکتر جواد آشتیانی (۱۲۷۵ تهران – ۱۳۶۷ ژنو) پزشک، دولتمرد و سناتور و وزیر دوره پهلوی بود.

## خانواده و تحصیلات
پدرش میرزا هاشم آشتیانی نماینده ادوار مختلف مجلس شورای ملی و پدربزرگش میرزا حسن آشتیانی مجتهد معروف و رهبر جنبش تنباکو در تهران بود. مادرش گلین آغا نام داشت. وی تحصیلات ابتدائی را در مدارس اسلام و ثروت و تحصیلات متوسطه را به سال ۱۲۹۲ در دارالفنون به پایان رسانید و در همان سال وارد خدمات دولتی شد و در اداره ترجمه و تألیف وزارت معارف و اوقاف و صنایع مستظرفه آغاز به کار کرد.
نخستین اثر جواد آشتیانی ترجمه کتاب علم‌الاشیاء از فرانسه به فارسی برای تدریس در دوره ابتدائی بود. پس از پایان جنگ جهانی اول برای ادامه تحصیل در رشته پزشکی راهی پاریس شد و در سال ۱۳۰۵ به سمت پزشک سفارت ایران در پاریس منصوب شد سپس نمایندگی ایران در مجمع بهداشت عمومی بین‌المللی را به عهده گرفت و مدتی هم مشاور و بازرس کل اداره دانشجویان اعزامی به اروپا بود.

## فعالیتهای اداری
دکتر آشتیانی پس از بازگشت به ایران در سال ۱۳۱۲ سمتهای بسیاری را بتدریج عهده‌دار شد: ریاست تعلیمات عالیه وزارت فرهنگ، رئیس بهداری بانک ملی، رئیس بخش پزشکی بیمارستان گوهرشاد حسابی تهران، استاد کرسی بهداشت و معاونت دانشکده پزشکی دانشگاه تهران، ریاست دانشکده پزشکی دانشگاه تهران (در دو نوبت)، بازرس کل بیمارستانهای تهران، عضو شورای عالی فرهنگ و شورای دانشگاه تهران و عضو هیئت مرکزی کانون پرورش افکار.
آشتیانی در سال ۱۳۱۶ با یکی از دختران وثوق‌الدوله به نام قمرخانم ازدواج کرد که حاصل این ازدواج یک دختر و یک پسر و نیز خویشاوندی با برخی رجال کشور مانند علی امینی بود. پس از سقوط دولت قوام در بهمن ۱۳۲۱ آشتیانی «جمعیت رفیقان» را تشکیل داد که رهبری آن را خود بر عهده داشت و با هواداری از قوام موجب بازگشت دوباره وی به عرصه قدرت در بهمن ۱۳۲۴ شد.

## نمایندگی مجلس ۱۵ و مجلس مؤسسان دوم
در زمان نخست‌وزیری قوام‌السلطنه، دکتر آشتیانی در سال ۱۳۲۶ به نمایندگی تهران به دوره پانزدهم مجلس شورای ملی راه یافت. همان سال به توصیه اشرف پهلوی به سمت مدیرعامل سازمان شاهنشاهی خدمات اجتماعی منصوب شد و تا سال ۱۳۵۱ در آن سمت باقی ماند. دکتر آشتیانی در فروردین ۱۳۲۸ همزمان با نمایندگی مجلس به نمایندگی تهران در مجلس مؤسسان دوم برگزیده شد.

## وزارت بهداری و نمایندگی سنا
در سال ۱۳۳۶ پس از تشکیل حزب میلیون به عضویت آن حزب درآمد و در سال ۱۳۳۹ در کابینه شریف امامی به سمت وزیر بهداری انتخاب شد. پس از استعفا از وزارت بهداری در سال ۱۳۴۲ سناتور انتصابی دوره چهارم مجلس سنا شد. چهار سال بعد به عضویت حزب ایران نوین درآمد و در مقام کاندیدای این حزب، در دوره‌های پنجم و ششم به مجلس سنا راه یافت.
آشتیانی در سال ۱۳۴۶ نماینده تهران در مجلس مؤسسان سوم شد. در سال ۱۳۵۴ به حزب رستاخیز پیوست و به نمایندگی آن حزب به مجلس سنای هفتم راه یافت. در سال ۱۳۵۶ دکتر آموزگار پس از تشکیل کابینه خود، برای کاهش نارضایتی‌های مردم عده بسیاری از مقامات بلندپایه کشور از جمله آشتیانی را از کار برکنار و او را به دفتر اشرف پهلوی منتقل کرد.
دکتر آشتیانی در طول سالهای فعالیتش نشانهای متعددی دریافت کرد که می‌توان به نشان کوماندورنیل از ملک فؤاد پادشاه مصر، نشان درجه اول سپاس از وزارت فرهنگ و هنر، نشان درجه اول خدمات اجتماعی، نشان لژیون دونور از دولت فرانسه و نشان‌های درجه دو و سه تاج اشاره کرد.

## پس از انقلاب
او پس از پیروزی انقلاب اسلامی به همراه خانواده‌اش به آمریکا رفت و در همان‌جا درگذشت. از وی تالیفاتی در زمینه پزشکی و بهداشت باقی‌مانده‌است.
بعد از پیروزی انقلاب به ژنو محل اقامت دخترش رفت و در همان‌جا فوت کرد. وی در قبرستان پتی ساکونه ژنو دفن شده‌است.